# Saint-André-des-Eaux (Loira Atlàntic)
Saint-André-des-Eaux (en bretó Sant-Andrev-an-Dour) és un municipi francès, situat a la regió de país del Loira, al departament de Loira Atlàntic, que històricament ha format part de la Bretanya. L'any 2006 tenia 2.254 habitants. Limita amb els municipis de Saint-Joachim, Saint-Nazaire, La Baule-Escoublac i Guérande.

## Demografia

Localització de Saint-André-des-Eaux (Loira Atlàntic)

| 1962                                       | 1968  | 1975  | 1982  | 1990  | 1999  |
| ------------------------------------------ | ----- | ----- | ----- | ----- | ----- |
| 1.545                                      | 1.554 | 1.833 | 2.541 | 2.919 | 3.532 |
| Des de 1962: població sense dobles comptes |       |       |       |       |       |